# August Locherer

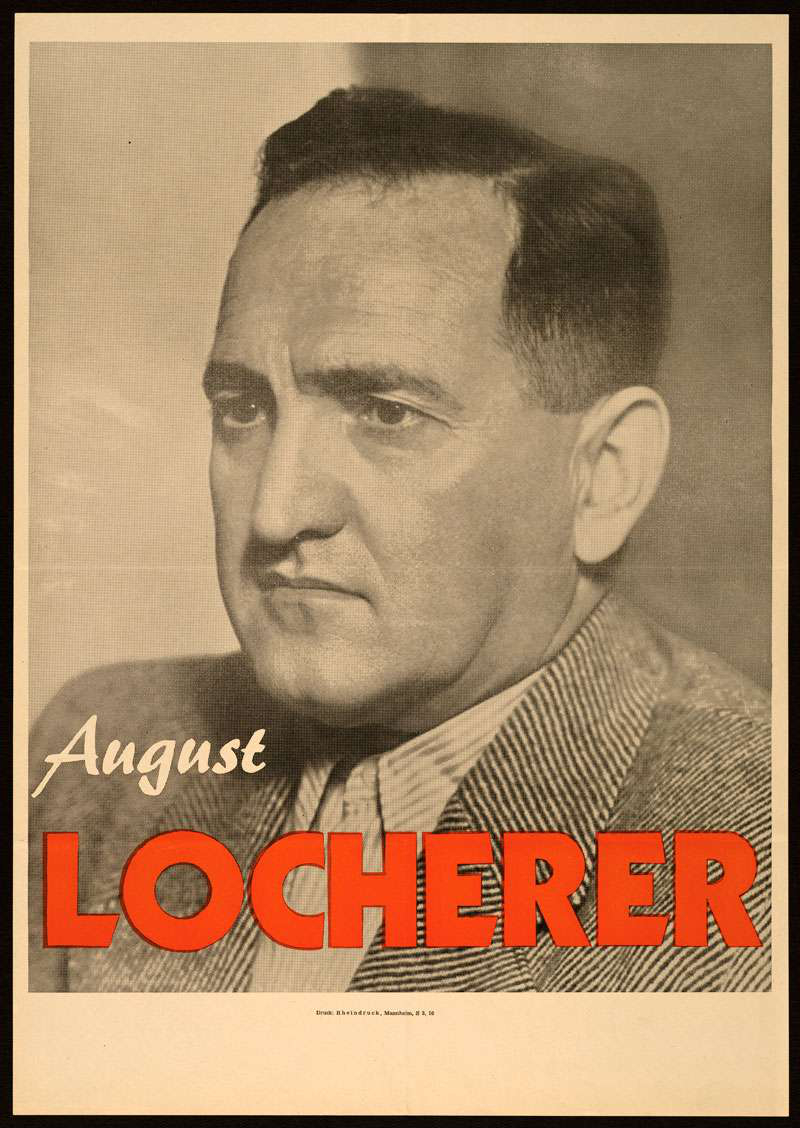
August Locherer, KPD-Plakat zur Bundestagswahl 1953

August Locherer (* 18. September 1902 in Mannheim; † 30. Januar 1998 ebenda) war ein deutscher Müller, Politiker (SAPD, KPD, DFU, DKP), Gewerkschafter und Widerstandskämpfer gegen den Nationalsozialismus.

## Leben
Der Sohn eines Porzellanmalers und Tierpräparators wuchs nach dem frühen Tod der Eltern in einem Waisenhaus auf. Von 1909 bis 1917 besuchte er die Volksschule in Mannheim. Nach einer Müllerlehre in Reilingen arbeitete Locherer von 1920 bis 1933 in Mannheimer Großmühlen.
Locherer trat 1920 dem Verband der Brauerei- und Mühlenarbeiter und verwandter Berufsgenossen bei; von 1926 bis 1933 war er zweiter Ortsvorsitzender und Beisitzer im Hauptvorstand in der mittlerweile in Verband der Nahrungsmittel- und Getränkearbeiter umbenannten Gewerkschaft. Seit 1924 war er Betriebsrat. 1930 trat er der SPD bei, wechselte jedoch nach einem halben Jahr zur Sozialistischen Arbeiterpartei Deutschlands (SAPD).
Nach der Machtübertragung an die Nationalsozialisten wurde Locherer 1933 aus politischen Gründen entlassen und war bis 1936 überwiegend arbeitslos. In der SAPD, die in Mannheim eine starke Widerstandsgruppe bildete, blieb er zusammen mit seinem Bruder Paul aktiv und war an der Herstellung und Verteilung von Untergrundzeitungen beteiligt. Laut einem Lagebericht des Geheimen Staatspolizeiamtes Karlsruhe vom April 1934 war Locherer in Untersuchungshaft, da er im Verdacht stand, weiterhin für die SAPD tätig zu sein. Im April 1938 wurde Locherer zusammen mit seinem Bruder Paul als Funktionär der SAPD erneut verhaftet und am 20. Juni 1939 vom Oberlandesgericht Stuttgart wegen „Vorbereitung eines hochverräterischen Unternehmens“ zu zwei Jahren Zuchthaus verurteilt. Nach der Haftentlassung 1940 arbeitete er in verschiedenen Mannheimer Mühlen, ehe er 1943 zur Wehrmacht eingezogen wurde. Bei Kriegsende geriet er in jugoslawische Kriegsgefangenschaft, aus der er im Oktober 1946 entlassen wurde.
1946 schloss sich Locherer der KPD an. 1948 wurde er für die KPD in den Mannheimer Gemeinderat gewählt, dem er durchgehend bis 1977 angehörte. Nach dem KPD-Verbot vom August 1956 wurde er für die Mannheimer Wählervereinigung wiedergewählt; 1962 erhielt er ein Mandat für die Deutsche Friedensunion (DFU); 1968 kandidierte er für den Mannheimer Linksblock; ab 1971 vertrat er die Deutsche Kommunistische Partei (DKP) im Gemeinderat. Locherer gehörte zeitweise den Landesvorständen von KPD, DFU und DKP für Baden-Württemberg an. 1967 wurde Locherer zum stellvertretenden Vorsitzenden der Demokratischen Linken (DL) gewählt, einer zur Landtagswahl in Baden-Württemberg 1968 von ehemaligen KPD-Mitgliedern und Kritikern der seit 1966 regierenden Großen Koalition gegründeten Wahlpartei. Bei Locherers Ausscheiden aus dem Gemeinderat 1977 erklärte Oberbürgermeister Ludwig Ratzel, er habe Locherers Ausführungen „immer sehr ernst genommen“, auch wenn er „nicht immer der bequemste Mann“ des Gemeinderats gewesen sei. Oberbürgermeister Gerhard Widder würdigte Locherer 1989 als „Anwalt der kleinen Leute“, der „über die Grenzen der Parteibindung hinweg“ gewählt worden sei.
Ab 1947 war Locherer hauptberuflicher Gewerkschaftsfunktionär; von 1958 bis 1967 war er der Geschäftsführer der Gewerkschaft Nahrung-Genuss-Gaststätten (NGG) für Mannheim. In dieser Funktion war er Verhandlungsführer bei Tarifverhandlungen in der Nahrungsmittelindustrie. Locherers Verhandlungsstil wird als „schroff“ und „knallhart“ beschrieben; die noch Ende der 1980er Jahre weit überdurchschnittlichen Löhne in Mannheimer Mühlen gelten als sein Verdienst. Innerhalb der NGG wurde Locherer durch kritische Abrechnungen mit dem Hauptvorstand auf Gewerkschaftstagen bekannt. Ein Gewerkschaftsausschluss Locherers wegen seiner kommunistischen Einstellung unterblieb, da vom NGG-Hauptvorstand Schwierigkeiten mit der Mannheimer Organisation befürchtet wurden.

## Schriften
- Einsatz für die Interessen der „kleinen Leute“. Fünfzig Jahre aktiv in der Gewerkschaft, dreißig Jahre im Mannheimer Gemeinderat. (Sonderveröffentlichung des Stadtarchivs Mannheim, Band 21) Edition Quadrat, Mannheim 1989, ISBN 3-923003-44-7.